# Olenecamptus hebridarum
Olenecamptus hebridarum es una especie de escarabajo longicornio del género Olenecamptus, categorizada en la tribu Dorcaschematini, de la subfamilia Lamiinae. Fue descrita por Breuning en 1936.

## Descripción
Mide 22 mm de longitud.

## Distribución
Se distribuye por Vanuatu.